# Vila Argos Velha
Vila Argos Velha é um conjunto de casas históricas fundadas na cidade de Jundiaí (SP) em 1913 pela Sociedade Industrial Jundiaiense, também conhecida como Argos Industrial, uma das maiores tecelagens da América Latina. Atualmente, as construções são classificadas como patrimônio histórico da cidade, sendo tombadas pelo IPPAC (Inventario de Proteção do Patrimônio Artístico e Cultural de Jundiaí).

## História
Criada em 1913, a vila operária Argos Velha foi projetada com o intuito de ser a residência dos trabalhadores da tecelagem Argos Industrial. O local também era provido de uma variedade de serviços como escola, igreja e cinema. Com a falência da empresa em 1984, muitos empregados se mudaram do local, mas a maioria das construções continuaram preservadas.

## Tombamento
De acordo com a Prefeitura de Jundiaí, não se sabe ao certo quantas casas compõem a Vila Argos, no entanto seu perímetro segue em processo de regulamentação do Plano Diretor do Município (Lei 9.321/2019), cujo prazo legal estende-se até 2021. O bairro faz parte da Zona Especial de Interesse Histórico e Cultural (ZEIC-2) descrita no artigo 209 do Plano Diretor, e sua preservação, é inventariada e fiscalizada pelo Conselho Municipal do Patrimônio Histórico e Cultural (COMPAC), com definições, restrições, penalidades e incentivo à preservação, reversão e recuperação de bens, conforme o que o Plano Diretor define para ZEIC no município.